# Eva Diederich
Eva Diederich (* in Neuss) ist eine deutsche Journalistin und Moderatorin.

## Leben
Nachdem Diederich bereits im Alter von 16 Jahren für die Lokalzeitung journalistisch tätig gewesen war, nahm sie nach dem Abitur ein Studium der Anglistik sowie Kommunikations- und Medienwissenschaften an der Heinrich-Heine-Universität Düsseldorf auf, welches sie 2009 abschloss. In der Folge absolvierte sie ein Programmvolontariat beim Norddeutschen Rundfunk und arbeitete ab 2010 für das NDR-Studio in Lübeck. Dort fungierte sie zunächst vor allem als Redakteurin und Reporterin für das NDR Fernsehen.
2014 wurde sie Teil des Moderationsteams des Regionalprogramms Schleswig-Holstein 18:00. Seit Oktober 2020 moderiert sie zudem auch vertretungsweise das Regionalprogramm Hamburg Journal. 2020 moderierte sie den Ostseereport des Norddeutschen Rundfunks und ist seit 2022 als Vertretung Teil des Moderationsteams von NDR Info. Zudem moderiert Diederich Veranstaltungen aus den Bereichen Politik, Sport und Kultur.
Diederich ist Mutter einer Tochter (* 2021).